# 윰벨
윰벨(스페인어: Yumbel)는 칠레 비오비오주 비오비오현의 코무나이다.